# Réserve naturelle nationale de Prats-de-Mollo-la-Preste
La réserve naturelle nationale de Prats-de-Mollo-la-Preste (RNN81) est une réserve naturelle nationale des Pyrénées. Créée en 1986, elle occupe 2 186 ha dans le Massif du Canigou.

## Localisation
À 60 km au sud-ouest de Perpignan, le territoire de la réserve naturelle est dans le département des Pyrénées-Orientales sur la commune de Prats-de-Mollo-la-Preste en Occitanie. À l'extrémité orientale de la chaîne des Pyrénées dans la région du Haut-Vallespir, il se présente comme un versant très escarpé d’exposition générale sud-est qui s'étage de 1 490 m à 2 507 m depuis les sources du Tech jusqu’au Pla Guillem sur une longueur de 11 km. Il est limitrophe avec les réserves naturelles de Py et de Mantet.

## Histoire du site et de la réserve

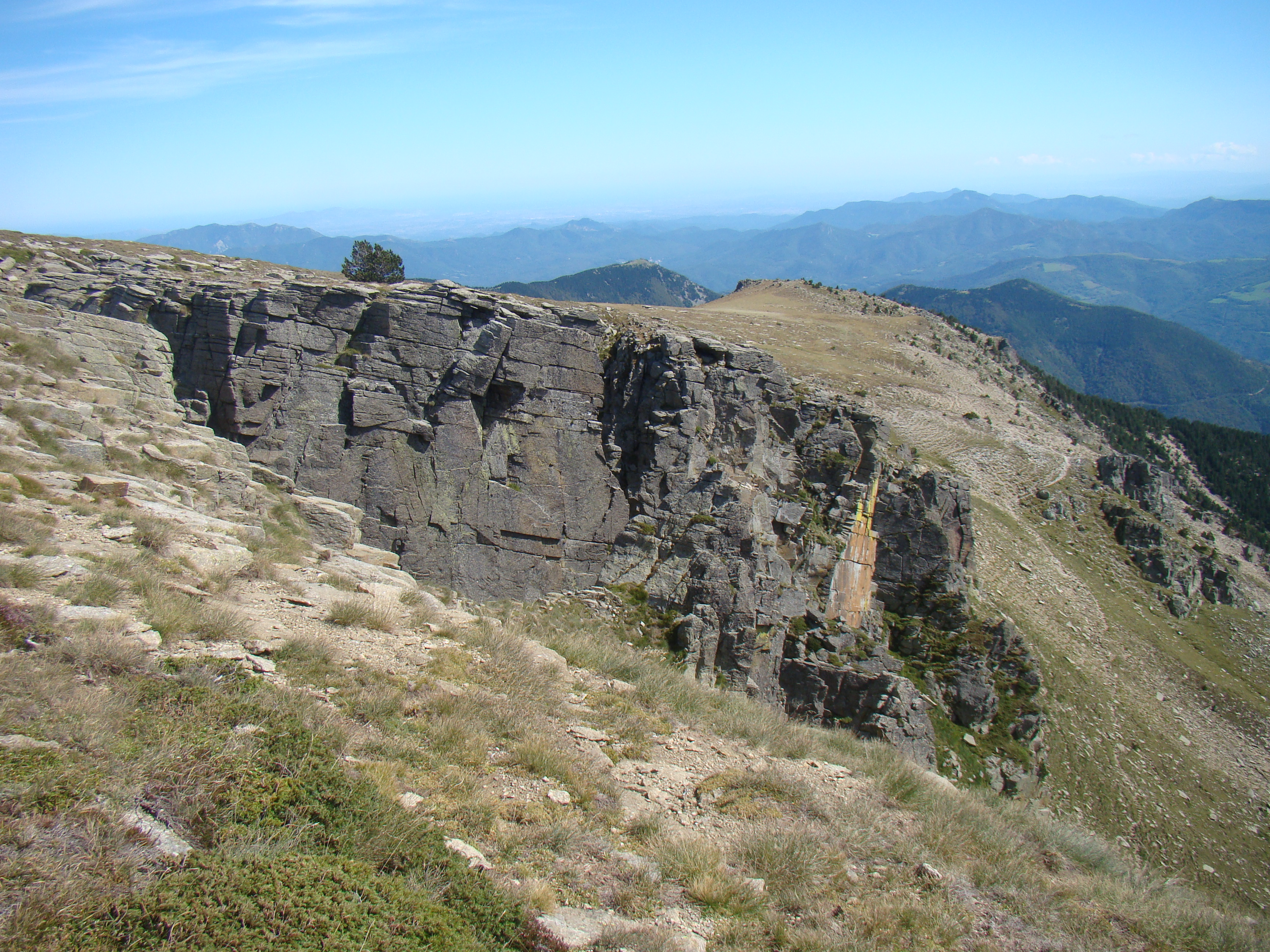
Au Pla Guillem.

L'importance scientifique de cette partie du Haut-Vallespir a été mise en lumière par des naturalistes dont Louis Companyo dès 1864 dans son Histoire naturelle du département des Pyrénées-Orientales. Le BRGM a entrepris des campagnes de prospection dans les années 1950.

## Écologie (biodiversité, intérêt écopaysager…)
La crête à plus de 2000 m d'altitude entre les réserves naturelles de Prats sur le versant sud, et de Py et Mantet sur le versant nord, constitue un corridor d'échange pour les espèces alpines entre le massif du Canigou et le massif du Puigmal vers l'ouest.

## Intérêt touristique et pédagogique
Ouverts au public, les sentiers de randonnée pédestre balisés permettent au randonneurs prudents et respectueux de la règlementation de découvrir l'ensemble de ce territoire, ses paysages, ses habitats naturels, sa faune et sa flore.

## Administration, plan de gestion, règlement
La réserve naturelle est gérée par la Fédération des réserves naturelles catalanes et la commune de Prats-de-Mollo-la-Preste.

### Outils et statut juridique
La réserve naturelle a été créée par un décret du 14 mars 1986.